# Sabae, Fukui
Sabae (鯖江市 Sabae-shi) là một thành phố thuộc tỉnh Fukui, Nhật Bản.